# TCスプラウト
TCスプラウト(ティーシースプラウト)は愛知県豊川市本野町に所在する、ダンススクール、ダンススタジオ、ボーカルスクールである。
校名は、「T（TOYOHASHI:豊橋市、TOYOKAWA:豊川市）C（City：都市)から、Sprout(芽吹く才能）を送り出す」という設立目標に由来する。

## 歴史
- 2005年 - 愛知県豊川市 本野町に誕生。
- 2008年 - 所属する阪本ひろ子[1]がFM豊橋にてラジオ番組BRAND NEW TCをスタート。
- 2009年 - 生徒総数 100余名。

## 出身者
- 菅沼美帆（ラブベリーモデル）- スターダストプロモーション。
- 亀澤杏奈 - プリッツコーポレーション所属モデル、レースクイーン。日本のレースクイーンユニットZENTsweeties2021及び2022のメンバー。三栄書房「GALS PARADISE 2022 東京オートサロン編」の表紙を飾った一人。元ニコラモデル。